# Penstemon longiflorus
Penstemon longiflorus là một loài thực vật có hoa trong họ Mã đề. Loài này được (Pennell) S.L. Clark mô tả khoa học đầu tiên năm 1975.